# Confine tra Benin e Burkina Faso
Il confine tra il Benin e il Burkina Faso ha una lunghezza di 386 km e va dal triplice confine con il Togo a sud-ovest al triplice confine con il Niger a nord-est.

## Descrizione
Il confine inizia al triplice confine togolese per poi procedere brevemente via terra in direzione nord-ovest, prima di raggiungere il fiume Pendjari, seguendolo poi per un certo tratto. Una sezione terrestre collega quindi il fiume Mékrou che forma il confine del triplice confine con il Niger. L'intera area di confine è sostanzialmente protetta da vari parchi transfrontalieri che insieme formano il complesso W-Arly-Pendjari.

## Storia
Durante la seconda metà del XIX secolo la Francia iniziò a creare piccoli insediamenti commerciali sulla costa dell'Africa occidentale. Nel 1851 fu firmato un trattato di amicizia tra la Francia e il Regno di Dahomey nell'attuale Benin meridionale, seguito dalla creazione di un protettorato a Porto-Novo nel 1863. La colonia di Dahomey (l'antico nome del Benin) fu dichiarata nel 1894, e in seguito fu inclusa nella colonia federale molto più grande dell'Africa Occidentale Francese (Afrique occidentale française, abbreviato AOF) nel 1899. Gli anni Ottanta dell'Ottocento videro un'intensa competizione tra le potenze europee per i territori in Africa attraverso un processo noto come Spartizione dell'Africa che culminò nella Conferenza di Berlino del 1884, in cui le nazioni europee interessate concordarono le rispettive rivendicazioni territoriali e le regole degli impegni futuri. Come risultato di ciò, la Francia ottenne il controllo della valle superiore del fiume Niger (più o meno equivalente alle aree attuali del Mali e del Niger). La Francia iniziò ad occupare l'area del Mali moderno (allora spesso indicato come Sudan francese) e del Burkina Faso (allora chiamato Alto Volta) durante gli anni 1880-90. Questa regione venne riorganizzata come Alto Senegal e del Niger. Vari decreti francesi delimitarono un confine tra questa colonia e il Dahomey nel periodo 1901-14. La colonia dell'Alto Volta (l'attuale Burkina Faso) fu costituita nel marzo 1919 e abolita nel 1932 e il suo territorio diviso tra quello del Niger e della Costa d'Avorio, ma che fu poi ricostituita entro i suoi precedenti confini nel 1947. Il confine Dahomey-Alto Volta fu finalizzato dalla statuto francese il 27 ottobre 1938.
Con la crescita del movimento per la decolonizzazione nell'epoca successiva alla seconda guerra mondiale, la Francia concesse gradualmente più diritti politici e rappresentanza per i suoi territori africani, arrivando alla concessione di un'ampia autonomia interna a ciascuna colonia nel 1958 nell'ambito della Comunità francese. Il Dahomey dichiarò la piena indipendenza il 1º agosto 1960, seguito poco dopo dall'Alto Volta il 5 agosto, e la loro reciproca frontiera divenne un confine internazionale tra due stati sovrani.
Parti del confine sono rimaste contestate sul terreno, con diversi incidenti nelle aree contese di Koalou e Niorgou che hanno acceso la tensione negli anni 2000. Di conseguenza, i due paesi hanno firmato un accordo nel maggio 2009 che ha creato una piccola zona neutra nell'area, in attesa di una decisione finale sulla questione da parte della Corte internazionale di giustizia.
Negli ultimi anni la regione di confine è stata colpita dall'insurrezione islamista nel Sahel, prevalentemente sul lato burkinabé del confine. Nel maggio 2019 due turisti francesi che esploravano il Parco nazionale di Pendjari sono stati rapiti e la loro guida beninese uccisa. Attualmente i governi di terze parti generalmente sconsigliano di viaggiare nella regione di confine.

## Insediamenti vicino al confine

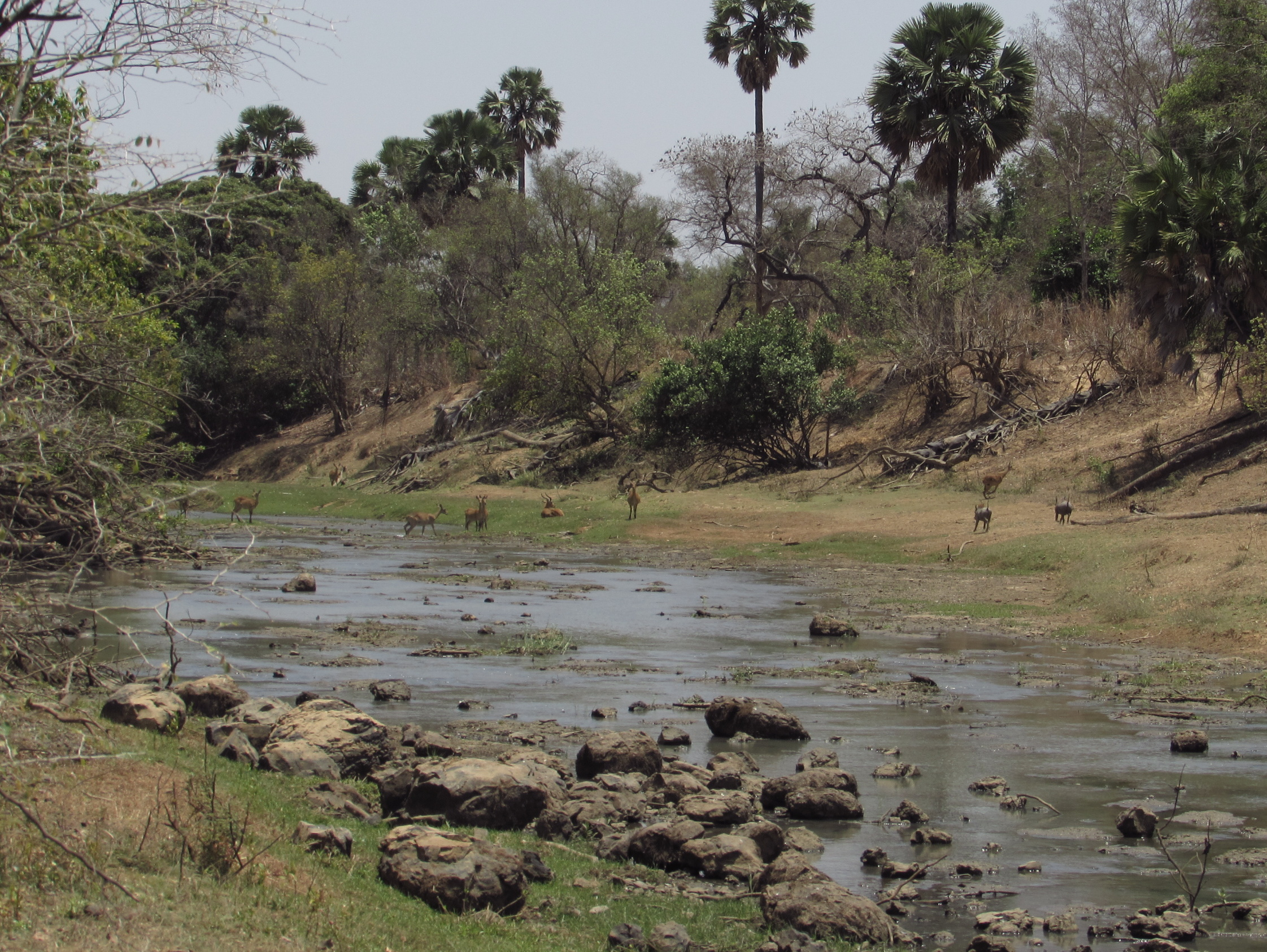
Il fiume Pendjari nel Parco nazionale di Pendjari durante la stagione secca; il Benin a sinistra e il Burkina Faso a destra.

### Benin
- Porga

### Burkina Faso
- Momba
- Tanli
- Tanbarga
- Madjori

## Luoghi di frontiera
Il principale attraversamento al confine è a Porga.